# Via di Camollia
Via di Camollìa è una strada di Siena, asse del Terzo di Camollia come prolungamento di via dei Montanini.

## Storia e descrizione
Situata sull'antico percorso della via Francigena, si snoda in dolce pendenza e presenta numerosi edifici storici, soprattutto tre-quattrocentesci, trasformati nei secoli e di tono decisamente minore rispetto ad altre zone più centrali della città murata: tipicamente, infatti, i borghi più periferici erano abitati dal popolo minuto, operai e artigiani. 
Venendo da via dei Montanini vi si incontrano, al civico 85, una casa di impianto gotico già Chigi-Saracini (attuale sede del Polo Civile del Tribunale di Siena), poi la chiesa dei Santi Vincenzo e Anastasio (oratorio della contrada dell'Istrice), l'arco di Fontegiusta, la chiesa di San Pietro alla Magione, un tempo annessa a un ospedale dei templari ("la Magione") e, di fronte, la casa (già palazzo Luti) di Baldassarre Peruzzi (n. 168).
La via termina alla Porta di Camollia.